# Моршиніно
Морши́ніно (рос. Моршинино) — присілок у складі Верхньосалдинського міського округу Свердловської області.
Населення — 4 особи (2010, 16 у 2002).
Національний склад населення станом на 2002 рік: росіяни — 100 %.